# Арманітола

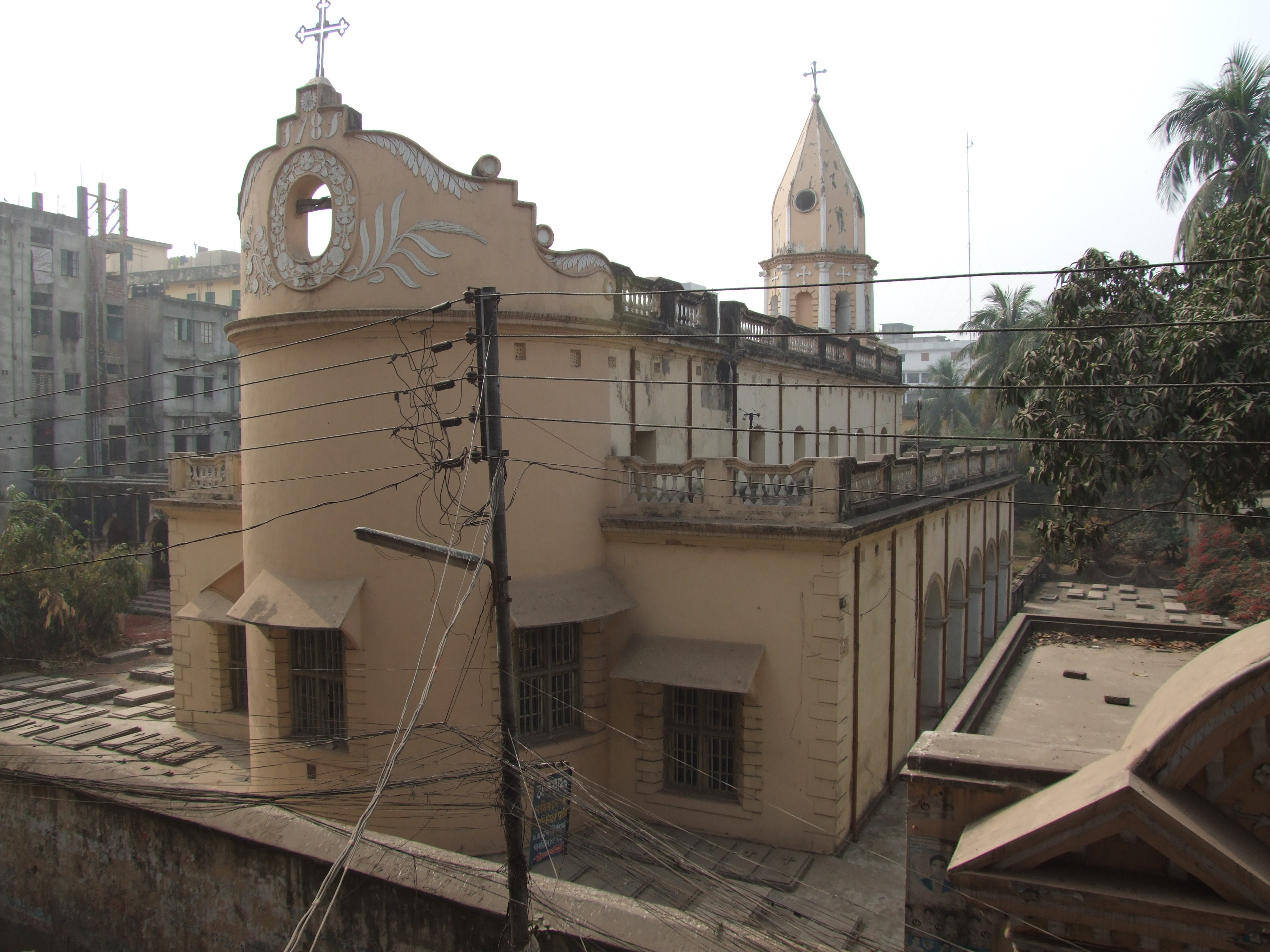
Вірменська церква Святого Воскресіння

Арманітола (бенг. আরমানিটোলা, вірм. Արմանիտոլա) — квартал в старому місті Дакки. Квартал отримав відповідну назву в зв'язку з вірменською громадою, яка проживала тут, головним чином розташувавшись навколо місцевої вірменської церкви Святого Воскресіння.